# Сфера услуг

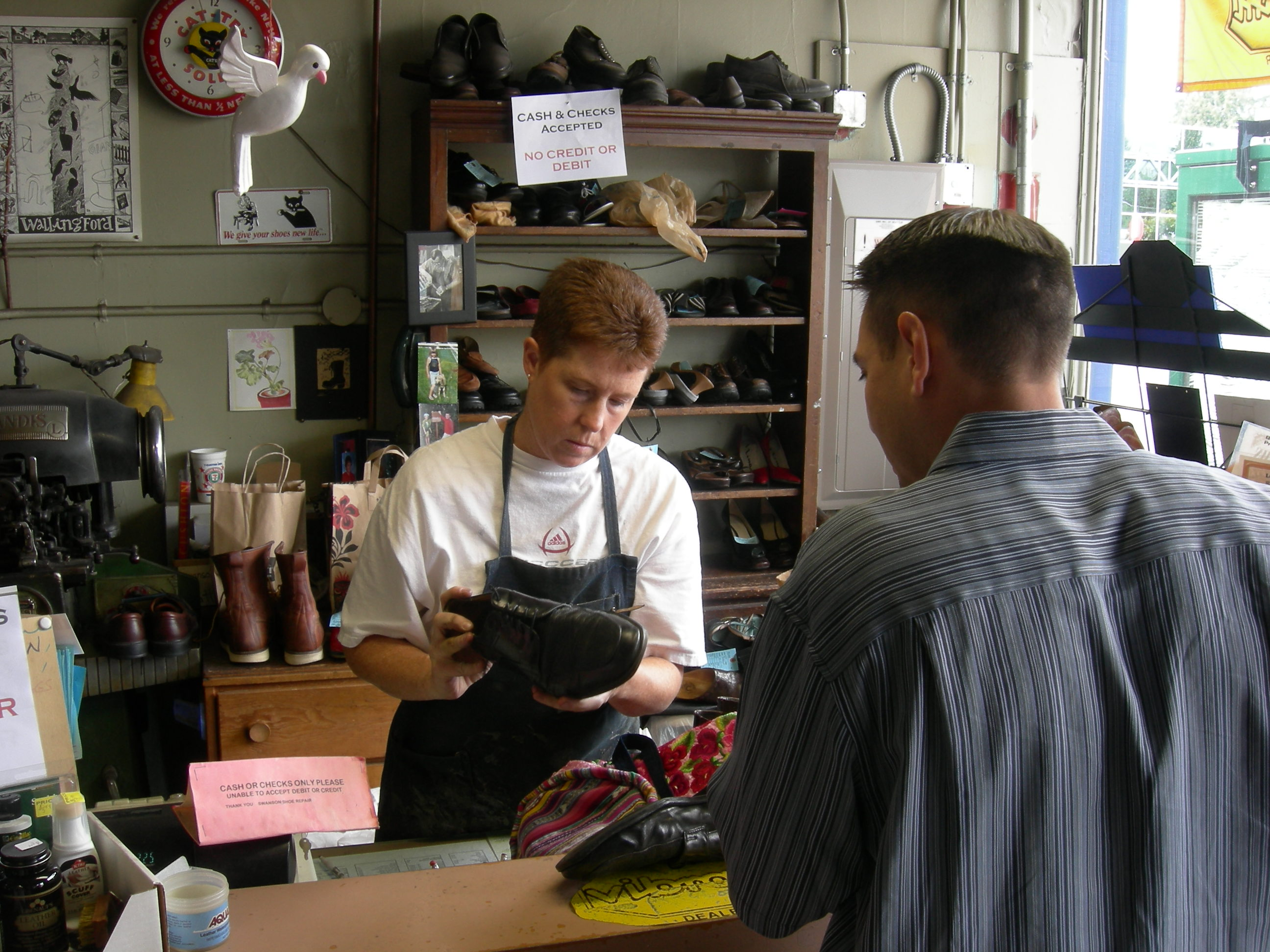
Ремонт обуви в Сиэтле

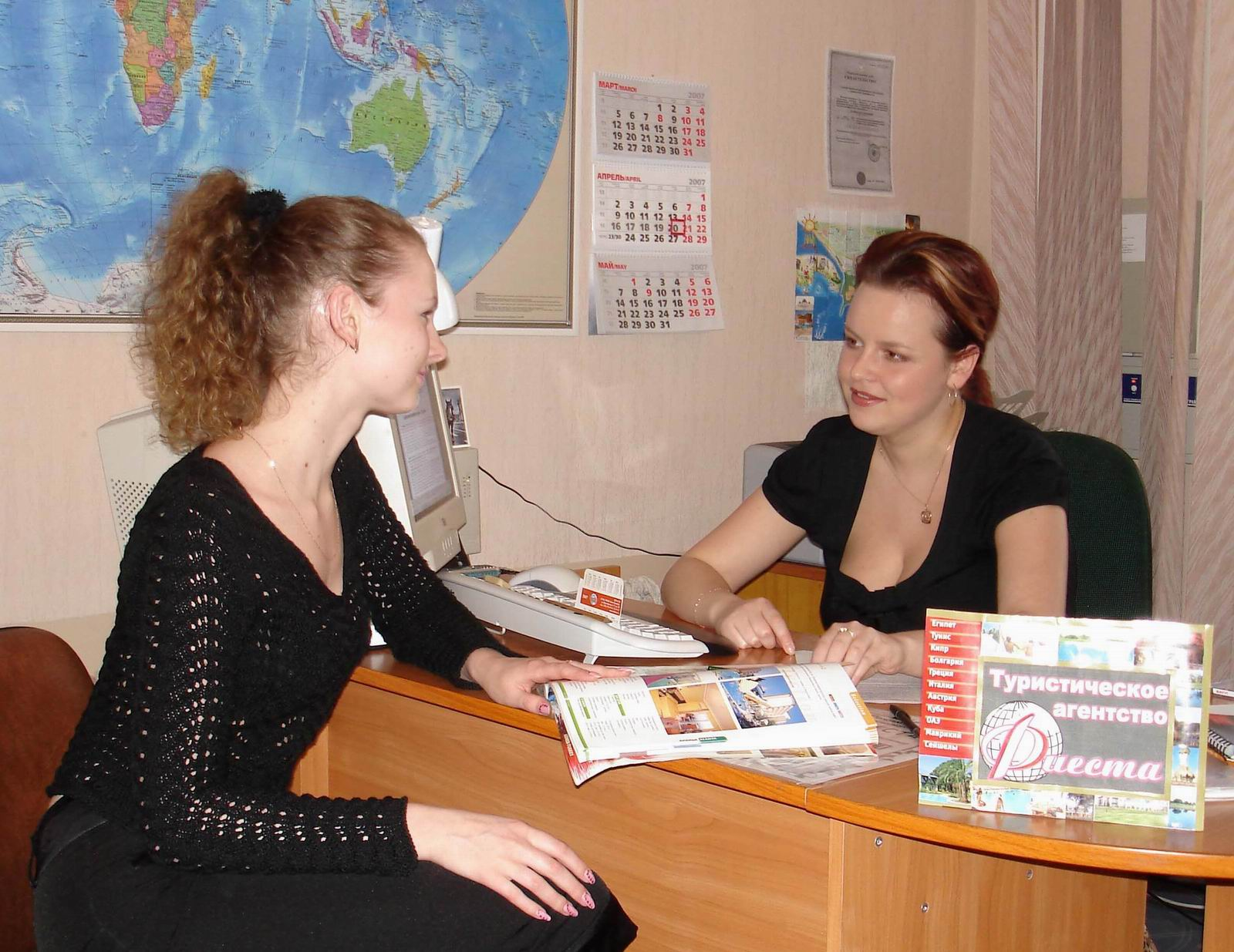
Турагентство в Северодвинске

Сфе́ра услу́г — часть экономики, которая включает в себя все виды коммерческих и некоммерческих услуг; сводная обобщающая категория, включающая воспроизводство разнообразных видов услуг, оказываемых предприятиями, организациями, а также физическими лицами.
Остальными частями экономики принято считать производство — промышленность и сельское хозяйство.
В сферу услуг принято включать культуру, образование, здравоохранение, бытовое обслуживание.
Сферу услуг часто относят к постиндустриальному экономическому укладу из-за их развитой современной инфраструктуры. Именно сфера услуг составляет, в экономически развитых странах, основную часть экономики по числу занятых (больше 60 %).

## Инфраструктура экономики
Инфраструктура экономики (лат. infra «ниже, под» + structura «строение, расположение») — 

совокупность отраслей и видов деятельности, обслуживающих производство и хозяйство в целом, создающих для них как бы общий фундамент, опору. К инфраструктуре экономики относятся сооружения транспорта и связи, складское хозяйство, энерго- и водоснабжение и т. п. Круг отраслей, относимых к инфраструктуре экономики, определяется по-разному в разных странах. Их общее назначение — упрощать и делать более эффективными потоки товаров и услуг между продавцами и покупателями. Некоторые авторы к инфраструктуре экономики относят также науку, здравоохранение, систему образования, называя их непроизводственной (социальной) инфраструктурой экономики— Экономико-математический словарь
В сферу услуг входят:
- сфера обслуживания (услуги инфраструктуры производственной и обслуживающей сфер экономики)
- социальная сфера (услуги непроизводственной и юридическо-финансовой сферы экономики)

### Услуги сферы обслуживания
- Жилищно-коммунальные услуги
- Строительные услуги (инженерные сети и т. п.)
- Техническая поддержка
- Электроснабжение
- Газоснабжение
- Теплоснабжение
- Водоснабжение и канализация
- Транспортные услуги и услуги технического обслуживания транспорта
- Услуги связи и телекоммуникации и услуги ремонта цифровой и бытовой техники
- Торговые услуги
- Услуги общественного питания
- Бытовые услуги (пошивочные услуги, парикмахерские услуги, уборка и т. д.)
- Страхование

и т. д.

### Услуги социальной сферы
- Услуги аренды
- Медицинско-санаторные услуги
- Косметические услуги
- Образовательные услуги и просвещение
- Информационные услуги (ИТ-консалтинг и пр.)
- Юридические услуги
- Финансовые услуги
- Услуги переводчиков
- Гостиничные услуги
- Сервис
- Охранные услуги
- Туристические услуги
- Развлечения и отдых
- Интимные услуги в государствах, где официально легализована проституция

Работники, занятые в сфере социальных услуг, и непосредственно обслуживающие клиентов, именуются обслу́живающим персона́лом.

## История
В древние времена общественное оказание услуг было неразвито. Товарный обмен и торговля осуществлялись, в основном, в виде готовых результатов сельскохозяйственного или ремесленного труда.
По мере эволюции человеческого общества, научно-технического прогресса, механизации и автоматизации физического труда, сфера услуг набирает темпы своего развития и становится ключевым сектором экономики. В постиндустриальной экономике основные нерешённые задачи находятся как раз в сфере управления техникой, организации, распределения готовой продукции.
В XXI веке особенное развитие и ценность приобретает интеллектуальный человеческий труд. Разделение интеллектуального труда создаёт огромное количество специальностей и профессий, требующих высокой научной подготовки, большое число рабочих мест, высокую степень интеграции совместных человеческих усилий, рост общественного благосостояния.
Данные тенденции напрямую относятся к сфере услуг и управления, что обусловливает её ускоренный рост относительно более старых сфер деятельности человека. Для сферы услуг характерны более высокие прибыли, чем для промышленного, и тем более, сельскохозяйственного секторов экономики. Спектр услуг постоянно расширяется и занимает всё большее место в ВНП государств.

## Уровень (класс) услуг
В зависимости от уровня предоставляемых услуг (обычно входящих в пакет услуг) они делятся на те или иные классы (Класс обслуживания), который может быть:
- третий;
- второй;
- первый;
- экономкласс (в т. ч. в авиации);
- бизнес-класс (в т. ч. в авиации);
- высший;
- премиум (люкс).

В гостиницах существует звёздная система.